# 小林賢司
小林 賢司（こばやし けんじ、1985年7月3日 - ）は、山形県酒田市出身の元プロ野球選手（投手）。右投右打。

## 経歴

### プロ入り前
酒田第二中学時代は軟式野球部に所属し、投手兼外野手として活躍。高校は酒田南高校へ進学。1学年上の先輩には福岡ソフトバンクホークスの長谷川勇也がいる。2年の春・夏に甲子園出場するも、いずれも初戦敗退。
青山学院大学では、3年次に春のリーグ戦で最優秀防御率を獲得。4年次には高市俊の抜けたあとのエースピッチャーとしてチームを牽引した。東都大学野球連盟のリーグ戦通算38試合登板し14勝9敗、防御率2.82、184奪三振。
2007年の大学生・社会人ドラフトでは、大場翔太、篠田純平と2度の抽選に外れたオリックスから1位指名を受けた。11月29日に契約金8000万円、年俸1200万円（いずれも推定）で仮契約を交わした。

### プロ入り後
2008年は即戦力として期待されたが、故障により一軍登板がなく、ウエスタンでも1勝、防御率4点台後半と首脳陣の期待を裏切った。
2009年8月14日、対ソフトバンク戦でプロ初登板を果たす。しかし打者2人に対し2四球で1死も取れずに降板というほろ苦いデビューとなり、一軍で2試合投げたところで登録を抹消された。この抹消は一軍での先発登板に備えるものであったのだが、二軍で調整登板をしたところ右肩を痛め、以後リハビリ生活を送ることになる。
2011年12月2日に戦力外通告を受け、育成選手として再契約した。
2012年10月4日に再び戦力外通告を受け、現役を引退、10月31日に自由契約公示された。

### 引退後
引退後はマネジメント会社に就職した。

## 詳細情報

### 年度別投手成績
| 年 度     | 球 団      | 登 板 | 先 発 | 完 投 | 完 封 | 無 四 球 | 勝 利 | 敗 戦 | セ 丨 ブ | ホ 丨 ル ド | 勝 率 | 打 者 | 投 球 回 | 被 安 打 | 被 本 塁 打 | 与 四 球 | 敬 遠 | 与 死 球 | 奪 三 振 | 暴 投 | ボ 丨 ク | 失 点 | 自 責 点 | 防 御 率 | W H I P |
| --------- | ---------- | ----- | ----- | ----- | ----- | -------- | ----- | ----- | -------- | ----------- | ----- | ----- | -------- | -------- | ----------- | -------- | ----- | -------- | -------- | ----- | -------- | ----- | -------- | -------- | ------- |
| 2009      | オリックス | 2     | 0     | 0     | 0     | 0        | 0     | 0     | 0        | 0           | ----  | 6     | 1.0      | 1        | 0           | 2        | 0     | 0        | 1        | 0     | 0        | 0     | 0        | 0.00     | 3.00    |
| 通算：1年 | 通算：1年  | 2     | 0     | 0     | 0     | 0        | 0     | 0     | 0        | 0           | ----  | 6     | 1.0      | 1        | 0           | 2        | 0     | 0        | 1        | 0     | 0        | 0     | 0        | 0.00     | 3.00    |

### 記録
- 初登板：2009年8月14日、対福岡ソフトバンクホークス15回戦（スカイマークスタジアム）、9回表に3番手で救援登板、2与四球で降板
- 初奪三振：2009年8月16日、対福岡ソフトバンクホークス17回戦（京セラドーム大阪）、9回表に田上秀則から見逃し三振

### 背番号
- 29 （2008年 - 2011年）
- 129 （2012年）